# ریچ اسکویر (کارولینای شمالی)
ریچ اسکویر (به انگلیسی: Rich Square) شهری در ایالت کارولینای شمالی کشور ایالات متحده آمریکا است که جمعیت آن در سرشماری سال ۲۰۱۰ میلادی، ۹۵۸ نفر بوده‌است.